# Escuela Municipal de Música y Danza María Dolores Pradera
La Escuela Municipal de Música y Danza María Dolores Pradera es un centro educativo español que forma parte de la red de Escuelas Municipales de Música y Danza (EMMyD) del Ayuntamiento de Madrid. Inaugurada en 2018, está diseñada para ofrecer formación artística a más de 500 alumnos de todas las edades, a partir de los 4 años, y se caracteriza por su enfoque innovador y su contribución a la dinamización cultural del barrio. La escuela recibió su nombre en homenaje a la cantante y actriz María Dolores Pradera, reconociendo su legado artístico y cultural.

## Historia
La EMMyD María Dolores Pradera, ubicada en el distrito Centro de Madrid, forma parte de la red de Escuelas Municipales de Música y Danza gestionadas por el Ayuntamiento de Madrid. Fue inaugurada en septiembre de 2018 y es uno de los 16 espacios de este tipo dedicados a la formación artística.
El centro, situado en la calle de la Farmacia número 13 y de gestión indirecta, está diseñado para atender a más de 500 alumnos de todas las edades, a partir de los 4 años, y se caracteriza por su apuesta por la innovación pedagógica. Además de ofrecer las enseñanzas tradicionales de la red municipal, ha incorporado nuevas áreas formativas como el itinerario “Creación digital sonora y nuevas músicas”, único en la red, y la especialidad de “Danzas urbanas”, adaptándose a las demandas contemporáneas del arte y la educación.
Este proyecto también busca dinamizar la vida cultural del barrio mediante actividades colaborativas con centros educativos, equipamientos culturales, y otros servicios públicos, fomentando así una relación intergeneracional y multicultural en la comunidad. La escuela también se inserta en el programa municipal "Acorde Urbano 21 distritos", contribuyendo a la revitalización de espacios públicos a través de la música y la danza.
Además, la escuela cuenta con una orquesta de improvisación libre, llamada Orquesta Farmacia 13 y fundada en 2018 por la compositora, improvisadora y pedagoga musical Chefa Alonso.

## Itinerarios

### Creación digital sonora
La oferta formativa de la EMMyD María Dolores Pradera se distingue por la introducción de innovaciones pedagógicas que complementan las enseñanzas tradicionales. Entre ellas destaca el itinerario “Creación digital sonora y nuevas músicas”, único en la red de escuelas municipales, cuyo objetivo es fomentar la experimentación y creación musical mediante herramientas digitales, como el uso del ordenador y otras tecnologías para la creación e interpretación musical en directo y propone una pedagogía musical ampliada a los lenguajes musicales descubiertos durante los siglos XX y XXI, como pueden ser la música electrónica, el paisaje sonoro, o la música electroacústica.
Tiene una asignatura dirigida a alumnado menor de 14 años denominada “Sonotrónica y laboratorio”, donde se hacen uso de herramientas digitales para la creación sonora como la programación de ordenadores o pequeños sintetizadores musicales. Y la asignatura “Sonología y proyectos” que busca introducir al alumnado mayor de 14 años a las técnicas de síntesis de sonido electrónico, grabación sonora, manipulación digital del sonido y creación sonora experimental haciendo especial énfasis en las propuestas para directo musical, tal y como es el objetivo general de cualquier escuela municipal de música y danza.
Dentro de este ámbito, la escuela ha adoptado prácticas como el Live coding, una técnica de creación musical que emplea la programación en tiempo real para generar composiciones. En este proceso, el código de programación se convierte en una herramienta artística, permitiendo a los compositores y artistas proyectar en directo el desarrollo de sus creaciones. Esta metodología, además de estimular la improvisación y la interacción, ofrece nuevas perspectivas sobre el uso de la tecnología en la educación musical y plantea retos en cuanto a la documentación y conservación de estas prácticas.

### Danzas urbanas
Otra de las novedades es la especialidad de “Danzas urbanas”, que pone en valor estilos como el hip hop, el breakdance, el street jazz y otras técnicas de baile vinculadas al entorno urbano. Este programa desarrolla habilidades físicas y expresivas a través de movimientos característicos como el “floating”, “waving” o “popping”, fomentando el reconocimiento del espacio urbano como un escenario para la danza.
Al igual que en el resto de los centros de la red municipal, la escuela promueve la práctica en grupo mediante la formación de agrupaciones musicales y de danza, que sirven como espacios de aprendizaje colectivo y de encuentro intergeneracional. Estas agrupaciones participan activamente en eventos culturales y actuaciones, dinamizando la vida en los barrios y convirtiéndose en referentes culturales del distrito.